# Liste der Stolpersteine in der Comarca Garraf

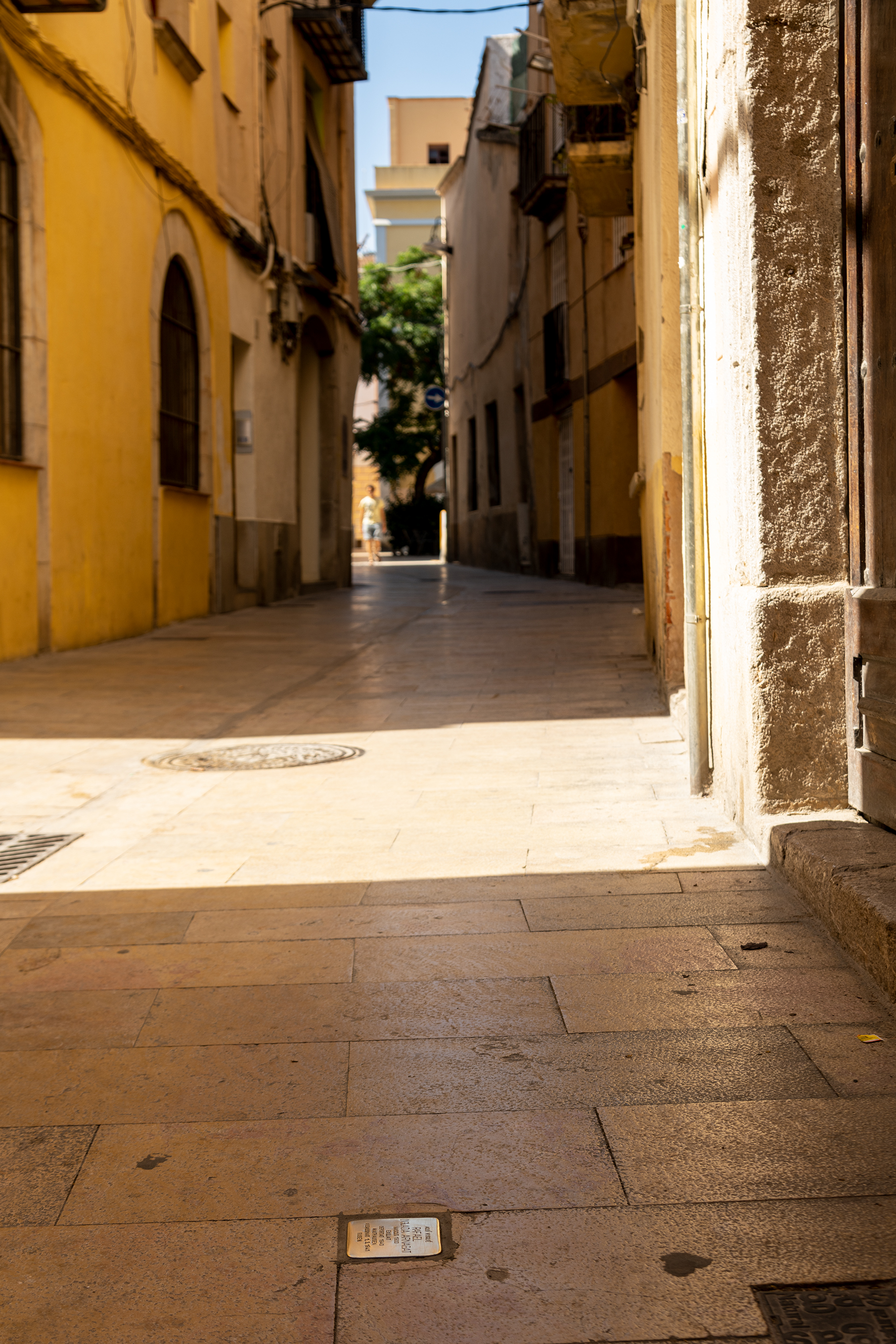
Stolperstein in Vilanova i la Geltrú

Die Liste der Stolpersteine in der Comarca Garraf enthält die Stolpersteine der Comarca Garraf in Spanien, die vom deutschen Künstler Gunter Demnig verlegt wurden. Stolpersteine erinnern an das Schicksal der Menschen, die von den Nationalsozialisten ermordet, deportiert, vertrieben oder in den Suizid getrieben wurden. Sie liegen im Regelfall vor dem letzten selbstgewählten Wohnsitz des Opfers.
Die ersten Verlegungen in Spanien erfolgten am 9. April 2015 in Navàs und El Palà de Torroella, in der Comarca Garraf wurde der erste Stolperstein am 20. April 2019 in Cubelles verlegt. Die katalanische Übersetzung des Begriffes Stolpersteine lautet: pedres que fan ensopegar. Auf Spanisch werden sie piedras de la memoria (Erinnerungssteine) genannt.

## Verlegte Stolpersteine

### Cubelles
In Cubelles wurden bisher zwei Stolpersteine an zwei Adressen verlegt.
| Stolperstein | Übersetzung                                                                                            | Verlegeort                      | Name, Leben                     |
| ------------ | --- | ------------------------------- | ------------------------------- |
|              | HIER WOHNTE JOSEP AGUSTÍ BOMBUI GEBOREN 1896 EXIL DEPORTIERT 1940 MAUTHAUSEN ERMORDET 29.11.1941 GUSEN | Carrer Sant Antoni, 31 Cubelles | Josep Agustí Bombui (1896–1941) |
|              | HIER LEBTE LUIS CAMACHO FERRE GEBOREN 1914 EXIL DEPORTIERT 1941 MAUTHAUSEN ERMORDET 30.5.1944 TERNBERG | Carre de la Pau, 5 Cubelles     | Luis Camacho Ferre (1914–1944)  |

### Vilanova i la Geltrú
In Vilanova i la Geltrú wurden 17 Stolpersteine verlegt.
| Stolperstein | Übersetzung                                                                                                | Verlegeort                                         | Name, Leben                           |
| ------------ | --- | -------------------------------------------------- | ------------------------------------- |
|              | HIER LEBTE EUGENI BALDUZ ASENCIO GEBOREN 1919 EXIL DEPORTIERT 1940 MAUTHAUSEN BEFREIT                      | Carrer dels Arengaders, 23, 1 Vilanova i la Geltrú | Eugeni Balduz Asencio (1919–1992)     |
|              | HIER LEBTE FRANCESC BARCELÓ SOLER GEBOREN 1898 EXIL DEPORTIERT 1941 MAUTHAUSEN ERMORDET 23.9.1941 HARTHEIM | Carrer del Correu 29 Vilanova i la Geltrú          | Francesc Barceló Soler (1898–1941)    |
|              | HIER LEBTE RAMON BASCUÑANA GARCIA GEBOREN 1914 EXIL DEPORTIERT 1940 MAUTHAUSEN ERMORDET 1.11.1941 GUSEN    | Plaça portal de sitges, 1 Vilanova i la Geltrú     | Ramon Bascuñana Garcia (1914–1941)    |
|              | HIER LEBTE MÁXIMO FLORES SANZ GEBOREN 1910 EXIL DEPORTIERT 1941 MAUTHAUSEN ERMORDET 22.7.1941 GUSEN        | Plaça de Sant Antoni 2 Vilanova i la Geltrú        | Máximo Flores Sanz (1910–1941)        |
|              | HIER LEBTE MARCEL. LÍ GARRIGA CRISTIÀ GEBOREN 1916 EXIL DEPORTIERT 1944 BUCHENWALD BEFREIT                 | Passeig Marítim 79 Vilanova i la Geltrú            | Marcel·lí Garriga Cristià (1916–?)    |
|              | HIER LEBTE GERARD ILL VIDAL GEBOREN 1900 EXIL DEPORTIERT 1944 DACHAU ERMORDET 6.3.1945                     | Plaça de les Cols, 19-13 Vilanova i la Geltrú      | Gerard Ill Vidal (1898–1942)          |
|              | HIER LEBTE RAFAEL INGLADA ARNABAT GEBOREN 1900 EXIL DEPORTIERT 1940 MAUTHAUSEN ERMORDET 1.3.1941 GUSEN     | Carrer del Comerç 8 Vilanova i la Geltrú           | Rafael Inglada Arnabat (1900–1941)    |
|              | HIER LEBTE CAMILO MARÍA DÍAZ GEBOREN 1898 EXIL DEPORTIERT 1940 MAUTHAUSEN ERMORDET 18.1.1942 GUSEN         | Carrer de Manuel Tomàs 39 Vilanova i la Geltrú     | Camilo María Diaz (1898–1940)         |
|              | HIER LEBTE LEANDRE MOLINÉ BATLLE GEBOREN 1899 EXIL DEPORTIERT 1941 MAUTHAUSEN ERMORDET 31.7.1942           | Carrer de Sant Felip Neri 10 Vilanova i la Geltrú  | Leandre Moliné Battle (1899–1942)     |
|              | HIER LEBTE MIQUEL OBIOL BAYERRI GEBOREN 1894 EXIL DEPORTIERT 1941 MAUTHAUSEN ERMORDET 10.8.1941 GUSEN      | Carrer de Correu 18 Vilanova i la Geltrú           | Miquel Obiol Bayerri (1894–1941)      |
|              | HIER LEBTE ARMAND PUEYO JORNET GEBOREN 1906 EXIL DEPORTIERT 1941 MAUTHAUSEN ERMORDET 16.5.1941 GUSEN       | Carrer de la llibertat, 12 Vilanova i la Geltrú    | Armand Pueyo Jornet (1906–1941)       |
|              | HIER LEBTE JOAN SAGARRA MATEU GEBOREN 1914 EXIL DEPORTIERT 1940 MAUTHAUSEN ERMORDET 14.1.1942 GUSEN        | Passeig Marítim 74–75 Vilanova i la Geltrú         | Joan Sagarra Mateu (1914–1942)        |
|              | HIER LEBTE ANTONI SÁNCHEZ SÁNCHEZ GEBOREN 1911 EXIL DEPORTIERT 1940 MAUTHAUSEN BEFREIT                     | Plaça dels Cotxes 5 Vilanova i la Geltrú           | Antoni Sánchez Sánchez (1911–?)       |
|              | HIER LEBTE LLORENÇ TORNÉ NOLLA GEBOREN 1899 EXIL DEPORTIERT 1941 MAUTHAUSEN ERMORDET 18.8.1941 GUSEN       | Carrer Ferrer i Vidal 14 Vilanova i la Geltrú      | Llorenç Torné Nolla (1899–1941)       |
|              | HIER LEBTE FRANCESC TREMPS ESTRADA GEBOREN 1900 EXIL DEPORTIERT 1941 MAUTHAUSEN ERMORDET 25.10.1941 GUSEN  | Carrer de Sant Pere 30 Vilanova i la Geltrú        | Francesc Tremps Estrada (1900–1941)   |
|              | HIER LEBTE JOAN ÚBEDA SILES GEBOREN 1907 EXIL DEPORTIERT 1941 MAUTHAUSEN ERMORDET 25.1.1942 GUSEN          | Carrer de Sant Gervasi, 28 Vilanova i la Geltrú    | Joan Úbeda Siles (1907–1942)          |
|              | HIER LEBTE FRANCESC VIDAL CASANELLAS GEBOREN 1912 EXIL DEPORTIERT 1940 MAUTHAUSEN ERMORDET 1.1.1942 GUSEN  | Carrer de Sant Gregori, 5 Vilanova i la Geltrú     | Francesc Vidal Casanellas (1912–1942) |

## Verlegedaten
- 20. April 2019: Cubelles - Carrer Sant Antoni, 31[1]
- 8. Mai 2021: Vilanova i la Geltrú
- 29. Januar 2022: Cubelles - Carre de la Pau, 5